# Susan Bergman
Pour les articles homonymes, voir Bergman.
Susan Bergman, née le 5 mai 1957 à Bloomington (Indiana) et morte le 1er janvier 2006 à Barrington (Illinois), est un écrivain américain.
Elle est notamment l'auteur du livre Anonymity (1994) qui raconte la découverte, en 1983, de l'homosexualité clandestine de son père, Don Heche, un paroissien et père de famille modèle, alors qu'il était en train de mourir du sida. Susan Bergman est la sœur de l'actrice Anne Heche.
Elle meurt le 1er janvier 2006 à Barrington (Illinois), à l'âge de 48 ans, d'un cancer du cerveau.